# Preedi jõe
Preedi jõe este o arie protejată (arie specială de conservare — SAC, sit de importanță comunitară — SCI) din Estonia întinsă pe o suprafață de 1,1 ha, integral pe uscat.

## Localizare
Centrul sitului Preedi jõe este situat la coordonatele 58°55′17″N 26°07′28″E / 58.9213°N 26.1244°E.

## Înființare
Situl Preedi jõe a fost declarat sit de importanță comunitară în aprilie 2004 pentru a proteja 1 specie de animale. Situl a fost protejat și ca arie specială de conservare în septembrie 2005.

## Biodiversitate
Situată în ecoregiunea boreală, aria protejată conține 1 habitat natural: Cursuri de apă de la nivel de câmpie la nivel montan, cu vegetație Ranunculion fluitantis și Callitricho-Batrachion.
La baza desemnării sitului se află o specie protejată de  pești: zglăvoacă (Cottus gobio).